# グラーニア
グラーニア（Gráinne/ˈɡɾˠaːn̪ʲə）は、ケルト神話（アイルランドの神話）の登場人物である女性。フィン物語群中のエリン（アイルランド）の上王コーマックの娘、次代の上王ケアブリの妹。彼女と、フィアナ騎士団の団長フィン・マックールと騎士ディルムッド・オディナの三角関係についての伝承『ディルムッドとグラーニア』（w:The Pursuit of Diarmuid and Gráinne）の主要人物。日本語表記としては他に、グラーネ、グラーニャ、などがある。

## 伝承
『ディルムッドとグラーニア』の物語によると、グラーニアは、2番目の妻を喪ったフィン・マックールの求めに応じて婚約することになってしまうが、若く美しいグラーニアは、英雄ではあるものの、既に老人であったフィンとの結婚に内心では気が進まなかった。そこで婚約の祝宴において、皆に廻す祝杯に眠り薬を盛って、あらかじめ選んでおいた2人の男性以外の宴客を眠らせると、まず始めに、選んだ内の1人であるフィンの息子アーシン（オイシン）に自分を連れて逃げるように頼むが「父の女を奪わない」というゲッシュ（特定個人の魔術的禁忌・誓約）のために断られる。次に眠っていない残りの1人である美貌と武勇の若戦士ディルムッド・オディナに同じことを懇願するが、騎士団長フィンへの忠誠心篤いディルムッドには、花嫁の責務を放棄してはならないと諌められて断られる。実はディルムッドに魅了されていたグラーニアはこの拒絶に怒り、「皆の起き出す前に、自分を連れて逃げなければ破滅が訪れる」というゲッシュをディルムッドに与えたため、ディルムッドはグラーニアを連れて逃亡することになる。
信頼していた騎士と婚約者の駆落ちに、当然のことながらフィン・マックールは怒り、彼の騎士団の騎士たちによる追跡が始まり、ディルムッドの武勇や知略に加え、ディルムッドの養父である妖精王オェングスの助けや、ディルムッドへの信望や友情を保ち続けている騎士たちの手心もあって、ディルムッドとグラーニアは、フィンの追跡を幾度も振り切った。
駆落ちしたとはいえ、ディルムッドはフィンへの忠誠心からグラーニアとの関係は清いままであったが、このことが不満であったグラーニアは、ある日、歩いていて泥水が脚にはねた際に、水滴の方がディルムッドより大胆で勇気があると挑発して、彼の熱情をかき立てることに成功し、ディルムッドはグラーニアを受け入れて2人は情を交わした。
ドロスの森に潜伏中の際に若返りの実を守る隻眼の巨人シャーヴァンを倒すようディルムッドに命令する。
長い年月が過ぎても、2人に対する追跡の果は上がらず、フィンに損害と痛手を与える一方であった。オェングスの仲介もあって、フィンは苦渋の末、2人を許す。フィンとの和睦により、晴れてグラーニアはディルムッドと公に認められた夫婦となった。
グラーニアはディルムッドと幸福に過ごし、4人の息子（加えて娘が1人とも）にも恵まれ家も富んでいったが、フィンや勇者達とは疎遠になっていたため、気にしたグラーニアは渋るディルムッドを説得し、フィンと騎士団とコーマック上王を館に招いて長期滞在してもらうために狩猟宴を催すが、このことは、恨みを持ち続けていたフィンに復讐の機会を与えてしまうことになった。
あるとき、夜だというのに、ただならぬ猟犬の吼え声を耳にしたディルムッドは、翌朝ベン・ブルベンの山に狩りに向かおうとする。昨夜からの常ならぬ状況に不安を覚えたグラーニアは、ディルムッドを引き止めるが容れられず、ならばオェングスから下された長槍と長剣を持っていくように奨めるが、戦闘用の武器を狩りに持ち出すことを良しとしないディルムッドは、短槍と短剣を携えていく。これが徒となって、フィンの罠にはまり、ディルムッドは魔猪のために瀕死の重傷を負った上、癒しの手を持つフィンに見殺しにされて、命を落す。
グラーニアは深く悲しみ、息子達にフィンへの復讐を誓わせるほどであったが、月日が流れ悲しみが薄れ出すと、フィンが訊ねてくるようになり時間をかけて口説かれたため、結局は結婚を同意してフィンの砦に行き、死ぬまでフィンの妻として暮らした。フィンが歴戦の勇士ディルムッドを見殺しにして、グラーニアを妻にしたことに対して、フィアナの騎士たちは侮蔑と嘲笑をもって迎え、フィンの正式な妻として認めたものの、グラーニアと騎士たちの間は常に冷ややかだったという。
ディルムッドの死後の彼女については、グラーニアは愛する夫を喪った悲しみのあまりに後を追うように亡くなったという伝承もある。

## 影響と意義
物語の中では若く美しいと讃えられる「グラーニア」の名は、本来「醜い女」「醜悪」「嫌悪の情を催させるもの」を意味しており、「ベアの老女」、「聖婚」といった伝承にある、正統な統治者と婚姻することによって、醜い女から美女に変化する「支配」の人格化であるところの魔女の要素を有しているとも考えられている。
若者と若い女性と壮年以上の年配の権力者の間の三角関係による相克という類型は、アルスター物語群のデアドラとノイシュとコノール・マック・ネッサの物語などにもあり、他にもケルト神話やアイルランド伝承の色々な物語の中で認められ、『ディルムッドとグラーニア』は初期のアイルランド文学に引用があることから、類似譚の中でも古い時期に成立していたと考えられている。この類型はアーサー王物語のトリスタンとイゾルデやランスロットと王妃グィネヴィアのロマンスへと発展していったと見られている。

## 作品
アイルランドのキルババのウォーターフロント記念公園にジム・コノリー作の「ディルムッド・オディナとグラニア」の石像が置かれている。